# Вале (Мёрт и Мозель)
Вале́ (фр. Valhey) — коммуна во французском департаменте Мёрт и Мозель региона Лотарингия. Относится к  кантону Люневиль-Нор.	

## География
Вале расположен в 23 км к востоку от Нанси. Соседние коммуны: Батлемон-ле-Бозмон на северо-востоке, Бозмон на востоке, Энвиль-о-Жар и Равиль-сюр-Санон на юге, Серр на северо-западе. 

## История
- Замок Вале был сооружён в 1450 году и реконструированв 1571. Во время Тридцатилетней войны сильно пострадал, впоследствии был заброшен и полностью разрушен в XVIII веке.

## Демография
Население коммуны на 2010 год составляло 167 человек.
| 1962 | 1968 | 1975 | 1982 | 1990 | 1999 | 2010 |
| ---- | ---- | ---- | ---- | ---- | ---- | ---- |
| 148  | 153  | 140  | 151  | 165  | 158  | 167  |

## Достопримечательности
- Церковь Сен-Леонар XIX века, восстановлена.

## Известные уроженцы
- Жан де Порселе де Майян (Jean des Porcelets de Maillane; 1581—1624) — епископ Туля в 1607—1624 годах.